# إفراغ الوقود

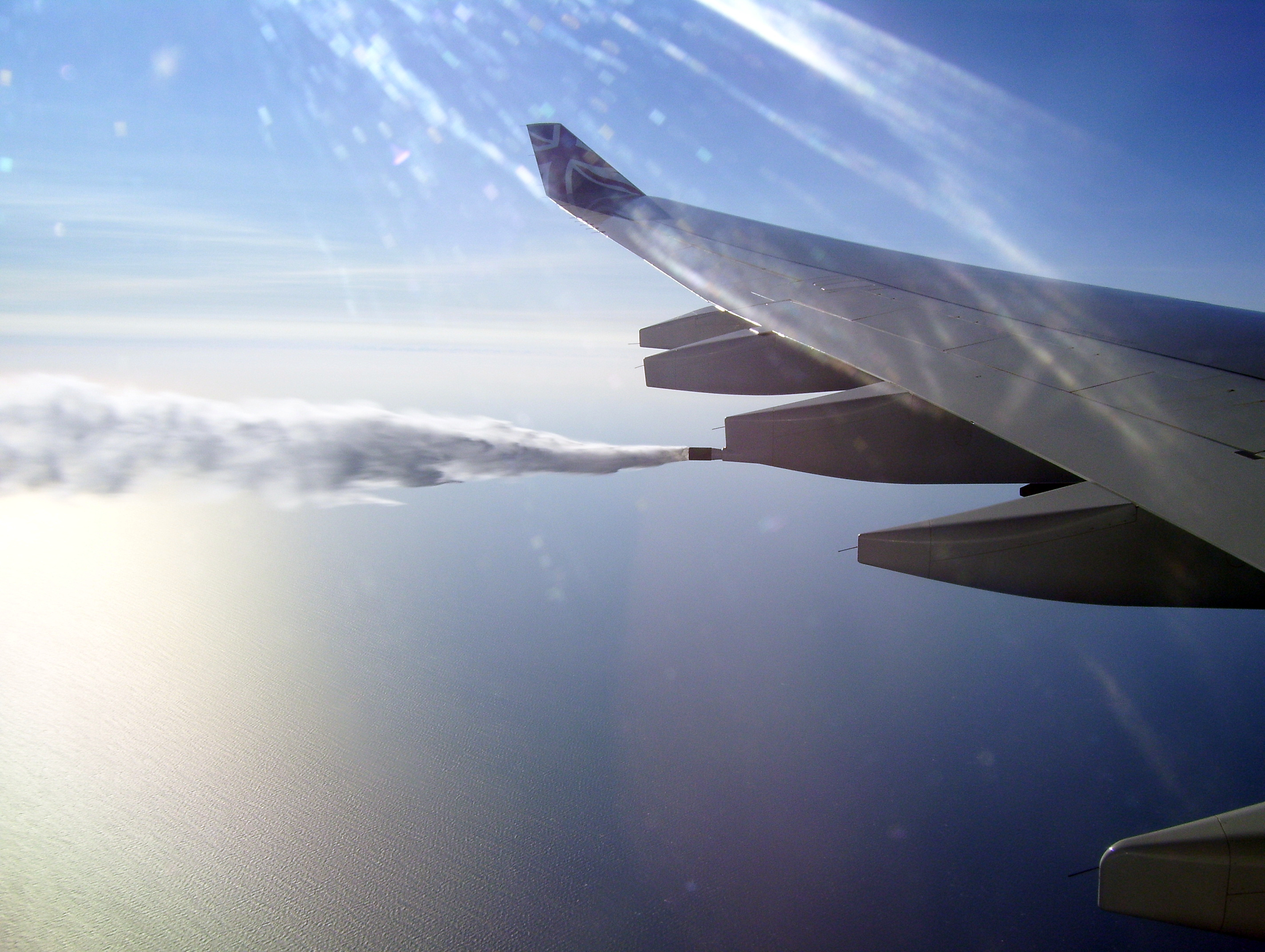
إغراق الوقود لطائرة إيرباص إيرباص إيه 340 فوق المحيط الأطلسي بالقرب من نوفا سكوتيا

افراغ الوقود (بالإنجليزية: Fuel dumping)‏ (أو التخلي عن الوقود (بالإنجليزية: fuel jettison)‏ هو إجراء للتخلص من الوقود الزائد عن الحاجة في الحالات الطارئة للوصول للوزن المثالي لهبوط الطائرة أو للهبوط بالحد الأدنى من الوقود للحد من وقوع الحريق.
يستخدم من قبل الطائرات في حالات معينة من الطوارئ قبل العودة إلى المطار بعد وقت قصير من اقلاعها، أو قبل أن تهبط بفترة قصيرة من الوجهة المقصودة لها (الهبوط الاضطراري) ويجري إما لتخفيف وزن الطائرة أو للحد من مخاطر الحريق.
إغراق الوقود (أو التخلص من الوقود) هو إجراء تستخدمه الطائرات في حالات طوارئ معينة قبل العودة إلى المطار بعد الإقلاع بوقت قصير، أو قبل الهبوط بعيدًا عن الوجهة المقصودة (الهبوط الاضطراري) لتقليل وزن الطائرة.
تفريغ وقود الطائرات:
مشاكل الوزن:
للطائرات نوعان رئيسيان من حدود الوزن: (الحد الأقصى لوزن الإقلاع والحد الأقصى لوزن الهبوط الهيكلي) ، حيث يكون الحد الأقصى لوزن الهبوط الهيكلي دائمًا أقل من الاثنين. يسمح هذا للطائرة في رحلة عادية وروتينية بالإقلاع بوزن أكبر واستهلاك الوقود في الطريق والوصول إلى وزن أقل.
اما إذا كانت رحلة غير طبيعية وغير روتينية حيث يمكن أن يمثل وزن الهبوط مشكلة. إذا أقلعت رحلة بأقصى وزن للإقلاع ثم تعين عليها الهبوط قبل وجهتها بوقت طويل، وحتى العودة فور الإقلاع إلى مطار المغادرة (على سبيل المثال، بسبب مشاكل ميكانيكية أو مشكلة طبية للركاب) ، فهي تحتوي على وقود أكثر مما كان عليه مخصص للهبوط. إذا هبطت الطائرة بأكثر من وزنها الأقصى المسموح به، فقد تتعرض لأضرار هيكلية أو حتى تنكسر عند الهبوط.